# Herbert Blomstedt
Herbert Blomstedt (Springfield, Massachusetts, 11 de julio de 1927) es un director de orquesta sueco-estadounidense.

## Carrera musical
Blomstedt nació en los Estados Unidos de padres suecos que, dos años después de su nacimiento, regresaron a su país de origen. Comenzó su carrera musical en la Academia Real de Música de Estocolmo donde fue discípulo de Tor Mann del que dice: "Tor Mann fue para mí un magnífico profesor, y un director especialmente afín al repertorio nórdico. Había sido director musical de la orquesta de la ciudad de Göteborg, auténtica capital de la música escandinava, pues en ella habían trabajado Grieg, Stenhammar, Sibelius y el propio Nielsen. Mann conoció a Sibelius y a Nielsen en persona, por lo que sus enseñanzas fueron un excelente punto de partida para mí."
Después pasó a la Universidad de Upsala para estudiar musicología. Blomstedt dice de esa etapa: "Lo hice con un gran persona y a la vez gran docente, el profesor Carl-Allan Moberg, cuya especialidad era la música medieval. Pero por supuesto dominaba toda la historia de la música. Recuerdo que en mi luna de miel viajé a Francia, visitando el monasterio de Solesmes, famoso por ser la salvaguarda del canto gregoriano. Moberg tenía buenos contactos con el abad del monasterio, uno de los máximos expertos en la revitalización de la música gregoriana, por lo que me pidió que le diese un voluminoso libro. Cuando llamé a la puerta, me dijeron que lo sentían mucho pero que acababa de fallecer, por lo que nunca pude entregar el libro y este acabó en mi biblioteca. Moberg ejerció una gran influencia sobre mí, no sólo sobre mi práctica musical, sino también por su insistencia en la importancia de conocer a fondo todos los detalles acerca de los compositores y sus vivencias.
Posteriormente, estudió dirección de orquesta en la Juilliard School of Music de Nueva York, música contemporánea en Darmstadt y repertorio renacentista y barroco en la Schola Cantorum Basiliensis. Trabajó con Igor Markevitch en Salzburgo, al que considera su maestro en la dirección y dice sobre él: "Markevitch ejerció una gran influencia sobre mí. Estudié con él en Salzburgo, donde lo conocí. Durante tres veranos estudié allí con él y tras ellos me convertí en su asistente. De hecho fui ayudante suyo en España, en un concierto en Santiago de Compostela, en torno a 1955. Fue una estancia maravillosa, con unos intensos ensayos en la iglesia barroca. Inolvidable, pues además me acompañaba mi familia. Conocí a Markevitch muy bien. Le llamaba papá Igor, pues siempre era muy amable conmigo. Pero era una persona de trato muy difícil. Era además un gran músico-niño prodigio por cierto-, un virtuoso director, un magnífico profesor y sin duda un gran compositor, lo cual no debe ser olvidado. Sus maneras eran las de un zar ruso. Como músico y como amigo era maravilloso. Siempre lo admiré. Estuvimos en contacto continuo por carta hasta que falleció."
Después trabajó con Leonard Bernstein en Tanglewood del que dice que "fue una gran inspiración, pues era una persona tan carismática y enérgica" y apreciaba "su intensidad emocional, uno de sus grandes atractivos como director. Pero me temo que en ocasiones ésta es excesiva." 
En 1954 hizo su debut como director con la Orquesta Filarmónica de Estocolmo. Posteriormente fue director titular de la Orquesta Sinfónica de Norrköpping y de la Filarmónica de Oslo, así como de las orquestas de la Radio de Suecia y de la Radio de Dinamarca. Con esta orquesta hizo una grabación de referencia de la integral de las sinfonías de Nielsen, de la que comenta: "Fue muy importante empezar a trabajar y dirigir esta música con una orquesta que conocía estas sinfonías de memoria, y que además las había tocado con grandes directores. No con Nielsen, pues la orquesta aún no existía, pero sí con directores que le habían conocido personalmente e incluso tocado con él, como es el caso de Erik Tuxen, Thomas Jensen –gran especialista en Nielsen- o Fritz Busch, que fue director musical en los cuarenta y que llevó las sinfonías de Nielsen al Festival de Edimburgo. Yo era por tanto un principiante muy afortunado dirigiendo por vez primera estas sinfonías que tanto amaba con músicos que las conocían tan bien. Creo que hicimos unas buenas grabaciones."
Desde 1975 hasta 1985 fue director principal de la Staatskapelle Dresden, con la que hizo giras por toda la Europa Occidental, Estados Unidos y Japón. A partir de esta época, Blomstedt comienza a actuar como director invitado en las orquestas más importantes del mundo (Filarmónica de Berlín, Radio de Baviera, Concertgebouw, Filarmónica de Londres, Orquesta de Cleveland, Sinfónica de Chicago, Orquesta Sinfónica de la NHK, de la que es director honorario, y muchas otras). Blomstedt empezó a hacerse conocido por sus interpretaciones del repertorio germano-austríaco romántico, como las obras de Beethoven, Mendelssohn, Schubert, Bruckner o Richard Strauss, así como de autores nórdicos, como Carl Nielsen, Edvard Grieg o Jean Sibelius.
Blomstedt asumió en 1985, y durante 10 años, la titularidad de la Orquesta Sinfónica de San Francisco, a la que llevó a las principales salas de conciertos de Europa. Con ella grabó una segunda integral de las sinfonías de Nielsen que es considerada la de absoluta referencia de las grabadas y de la que comenta: "La segunda ocasión en que grabé las sinfonías de Nielsen fue, como sabe, en San Francisco, con una orquesta por supuesto mucho mejor que la de Copenhague, pero cuyos músicos no tenían la menor idea acerca de la música de Nielsen; ni siquiera les sonaba su nombre. Fue por tanto una situación totalmente inversa. En este caso fueron los músicos los que se beneficiaron de mi experiencia con Nielsen. Fue muy interesante para todos."
Posteriormente fue director titular, sucesivamente, de la Orquesta Sinfónica de la NDR y de la Orquesta de la Gewandhaus de Leipzig, a la que Blomstedt impuso una brillantez de sonoridades esplendorosas, sobre todo en los metales, análoga a la de muchas orquestas norteamericanas. El "sonido sajón" -asentado en la amplitud de las frecuencias graves- se vio realzado con el "sonido Los Ángeles o San Francisco".
Es un devoto miembro de la Iglesia Adventista del Séptimo Día y como tal, no hace ensayos los viernes de noche ni sábados, aunque sí dirige en esos dos días por no considerarlo una transgresión del mandamiento del sábado. Esta religiosidad le hace estar muy próximo a la música sinfónica de Bruckner, de la que se ha convertido en un intérprete de referencia.
También se ha especializado en la interpretación de Beethoven, al que considera su compositor preferido y del que explica: "Escuchar nítidamente a Beethoven al contemplar los cuadros de Goya, como si fuesen su medio natural. Ambos fueron coetáneos, murieron con un año de diferencia y, resulta increíble, al menos contemplada desde hoy, la compaginación revolucionaria entre aquellos dos sordos geniales, desconocidos entre sí. Beethoven dijo algo que hoy recobra una enjundia máxima: 'Soy el propietario de mi mente"."
Otros de sus compositores favoritos son la tríada de grandes sinfonistas nacidos en la misma época: Nielsen, Sibelius y Mahler, de los que dice: 
"Bruckner es más antiguo, veinte o treinta años mayor. Shostakovich, cuarenta años posterior. Y a Richard Strauss no lo incluiría en ese trío. Mahler decía que su tiempo llegaría cuando el de Strauss hubiera concluido. La música de Strauss es virtuosa, brillante, magníficamente orquestada, conecta inmediatamente con el oyente y por supuesto en determinados momentos puede ser conmovedora, pero su carácter general es ligeramente superficial. Sin embargo, la música de Nielsen, Sibelius y Mahler es siempre extremadamente trascendente.
La música de Nielsen, como las de Sibelius y Mahler, puede por supuesto ser alegre, jovial, entretenida, pero siempre es seria. No hay nada superficial en ella. No hay nada escrito solo para agradar. Todo responde a una idea musical. Esa idea puede ser en ocasiones amenazadora, inquietante, como en la Sexta de Nielsen, hasta el punto de que esta obra incluso puede resultar irritante para el oyente. Cuando la obra concluye felizmente, uno al menos respira tranquilo, pues el conflicto que acaba de vivir es estrictamente musical. La música se convierte en un espejo de las experiencias vitales.
Nielsen, a través de la música, vehicula un claro mensaje ético. En este sentido está muy próximo a Beethoven y sus sinfonías. Dicho brevemente, estas constituyen un viaje de la oscuridad a la luz. Como es el caso, por ejemplo, de la Quinta Sinfonía de Beethoven con su típico conflicto resuelto de forma triunfal.
La música de Nielsen se construye sobre la misma idea básica. Este conflicto es articulado con medios estrictamente musicales. Es un conflicto temático, de intervalos, de melodías, de armonías, etc. En la música de Beethoven se escuchan sus conflictos internos. Se oye su sordera o su infelicidad. Es un conflicto musical que se puede transponer a la vida. Y en Nielsen sucede exactamente lo mismo. Si la música de Nielsen está bien tocada, de forma brillante, con sensibilidad, va a transmitir el mismo mensaje. El oyente experimenta un gran conflicto, pero también experimenta una gran solución. Tal cual ocurre en nuestras vidas. No se trata de música para el deleite ni para contar una historia. Es música sobre uno mismo. Y esto es especialmente cierto en la música de Nielsen.
Algo similar sucede en la música de Mahler y Sibelius. En la música de Mahler siempre puedes escuchar sus problemas; es música triste por sus conflictos. En Nielsen no puedes escuchar sus conflictos personales, sí conflictos generales como en la música de Beethoven. Conflictos que deben ser resueltos. Finalmente la música de Sibelius es más personal, más difícil de ser imitada. Esta es una de las razones por las que la música de Nielsen ha tardado más en ser apreciada que la de Sibelius; carece de ese color especial que tiene la música de Sibelius. La música de Nielsen está mucho más enraizada en la tradición clásica, hasta el punto de que existe para mí una clara línea que se inicia en Haydn, se continúa en Beethoven, sigue con Brahms y finaliza en Nielsen. Es decir, esta línea no conduce a Mahler, ni conduce a Shostakovich, ni conduce a Sibelius. Conduce a Nielsen."
Herbert Blomstedt es un director dotado de una gran sensibilidad y amante del trabajo bien acabado, aunque suele mostrarse espontáneo en determinados momentos. Poco amigo de las apariciones mediáticas, Blomstedt se centra en su actividad con el único objetivo de que sólo la música sea la principal protagonista en sus actuaciones. Uno de sus fuertes como director de orquesta es su especial clarividencia para edificar todo el entramado arquitectónico de las obras a ejecutar, llegando a ser célebre el sentido dramático y emocional que imprime a determinadas piezas especialmente del período romántico. Poseedor de una extraordinaria y completa formación musical, el repertorio de Blomstedt es muy extenso y abarca desde los románticos centroeuropeos hasta la música compuesta en la primera mitad del siglo XX, con especial atención a los compositores escandinavos como Nielsen y Berwald. Su trayectoria artística se ha centrado sobre todo en los conciertos sinfónicos, dejando la ópera reducida a un espacio casi marginal.
La carrera de Herbert Blomstedt se ha forjado a un fuego especialmente lento y en 2016, cuando tenía 89 años, se encuentra en su absoluta plenitud. Sabe moldear la arcilla orquestal mejor que nunca, sabe lo que quiere y cómo conseguirlo, mejor que nunca, y los resultados que obtiene son también, en consecuencia, mejores que nunca.
Atrás han quedado sus períodos de titularidad en grandes formaciones europeas y americanas. Ahora se lo disputan solo las mejores para que, en breves períodos como director invitado, les haga partícipes de esta sabiduría que brinda la edad.

## Discografía
Durante su etapa al frente de la Staatskapelle de Dresde, Blomstedt llevó al disco más de 130 obras, entre ellas los ciclos completos de Beethoven y Schubert. Con la Sinfónica de la Radio Danesa grabó las obras orquestales completas de Carl Nielsen. En su etapa en San Francisco grabó para el sello Decca, destacando los ciclos sinfónicos de Nielsen y Sibelius. También para Decca grabó en Leipzig sinfonías de Brahms y Bruckner, y obras de Mendelssohn y Hindemith. El sello Querstand ha editado diversos conciertos en directo con la Gewandhaus, incluyendo un ciclo completo de sinfonías de Bruckner, que se ha convertido en referencia.

### Selección de grabaciones
- Beethoven: Sinfonías Nr. 1–9; Staatskapelle Dresden, 1976–1982.
- Beethoven: Leonora; Hermann Christian Polster, Theo Adam, Richard Cassily, Edda Moser, Karl Ridderbusch, Helen Donath, Eberhard Büchner, Rundfunkchor Leipzig, Staatskapelle Dresden, 1977.
- Beethoven: Missa solemnis, Simone Schneider, Gerhild Romberger, Richard Croft, Jochen Kupfer, MDR Rundfunkchor, Gewandhausorchester Leipzig, 2013.
- Brahms: Sinfonía Nr. 4; San Francisco Symphony, 1990.
- Bruckner: Sinfonías Nr. 4 y 7; Staatskapelle Dresden, 1980.
- Bruckner: Sinfonías Nr. 1–9; Gewandhausorchester Leipzig, 2012.
- Grieg: Peer Gynt; Urban Malmberg, Mari-Ann Haeggander, Wendy Hoffmann, Merlyn Vaughn, Wendy White, Urban Malmberg, Richard Haille, San Francisco Symphony, 1990.
- Mendelssohn: Sinfonía Nr. 4; San Francisco Symphony, 1993.
- Mendelssohn: Conciertos para piano Nr. 1 y 2; Jean-Yves Thibaudet, Gewandhausorchester Leipzig, 2001.
- Mozart: Sinfonías Nr. 38−41; Staatskapelle Dresden, 1981, 1982.
- Mozart: Sinfonías Nr. 35; Israel Philharmonic Orchestra, 2005.
- Nielsen: Sinfonías Nr. 1–6; San Francisco Symphony, 1989–1991.
- Nielsen: Sinfonías Nr. 1–6; Dänisches Radio Sinfonieorchester, 1975.
- Orff: Carmina Burana; Lynne Dawson, John Daniecki, Kevin McMillan, San Francisco Symphony, 1991.
- Schubert: Sinfonías Nr. 1–9; Staatskapelle Dresden, 1982–1984.
- Schubert: Sinfonías Nr. 5, 8 y 9; San Francisco Symphony, 1992, 1993.
- Sibelius: Sinfonías Nr. 1–7; San Francisco Symphony, 1991–1996.
- Weber: los 2 Conciertos para clarinete; Sabine Meyer, Staatskapelle Dresden (EMI 67989)